# Vatellus haagi
Vatellus haagi is een keversoort uit de familie waterroofkevers (Dytiscidae). De wetenschappelijke naam van de soort is voor het eerst geldig gepubliceerd in 1876 door Wehncke.